# يوم الموتى: بلود لاين (فلم)
يوم الموتى: بلود لاين (بالإنجليزية: Day of the Dead: Bloodline) هو فيلم حركة ورعب تم إنتاجه في الولايات المتحدة وبلغاريا, وصدر سنة 2018, بطولة جوناثون شيك وصوفي سكيلتون.

## القصة
مجموعة صغيرة من الأفراد العسكريين والناجين الذين يختبئون داخل قبو تحت الأرض، بينما يحاولون البحث عن علاج لوباء الزومبي الذي تفشى في ربوع العالم.

## الميزانية والإيرادات
كلف الفيلم 8 ملايين دولار وحقق أرباح تقدر بـ 259,361 دولار فقط.

## وصلات خارجية
- مقالات تستعمل روابط فنية بلا صلة مع ويكي بيانات

يوم الموتى: بلود لاين على IMDb
يوم الموتى: بلود لاين على Rotten Tomatos